# Nancy Greene
Nancy Catherine Greene, född 11 maj 1943 i Ottawa, är en kanadensisk före detta alpin skidåkare som dominerade sporten i slutet av 1960-talet. Greene växte upp i skidorten Rossland, British Columbia.
Greene tog hem den första världscupen i alpin skidåkning 1967 genom att vinna sju av 16 deltävlingar. Fyra stycken av dem var i storslalom, två i slalom och en i störtlopp. Nancy Greene skulle också vinna världscupen året efter, varav en av segrarna kom i just Rossland.
Under olympiska spelen 1968 i Grenoble tog hon en guldmedalj i storslalom genom att krossa motståndet och en silvermedalj i slalom efter Marielle Goitschel från Frankrike. Efter säsongen 1968 slutade Greene med alpin skidåkning och blev istället tränare för det kanadensiska skidlandslaget till 1973. 
1999 blev hon utvald till århundradets bästa kanadensiska kvinnliga idrottare.
Sedan den 22 december 2008 är hon senator för British Columbia. Hon representerar Kanadas konservativa parti.
Hon tände den olympiska elden under de Olympiska vinterspelen 2010 i Vancouver.